# Pattuglia (periodico)
Pattuglia è stato il settimanale della gioventù democratica italiana che si riconosceva in Alleanza Giovanile, la formazione politica formata dai giovani comunisti, socialisti e indipendenti federata alla World Federation of Democratic Youth.
Oltre che di politica e attualità, il rotocalco si occupava di cultura, cinema, sport e tempo libero.

## Storia
Le prime copie di Pattuglia - Corriere dei giovani vedono la luce a Milano. Nel 1947 la sede della redazione è a Roma, sotto la direzione, per un breve periodo, di Alfonso Gatto, ma dal primo gennaio 1948 che il periodico, diventando un quindicinale, assunse una tiratura nazionale.
La direzione passa a Gillo Pontecorvo con una redazione che vede le firme di Dario Valori e Renzo Trivelli. Dal 15 maggio 1949 la periodicità passa definitivamente a settimanale. Il 28 febbraio 1950 la rivista ottiene l'autorizzazione definitiva da parte del Tribunale di Roma e il 12 marzo 1950 esce con 12 pagine e il sottotitolo di settimanale della gioventù democratica, la direzione passa da Pontecorvo, che torna alla sua professione di cineasta, a Ugo Pecchioli, membro della segreteria della ricostituita FGCI.
Le pubblicazioni si chiuderanno il 28 novembre 1953, tra le cause: un Fronte Democratico in crisi, che automaticamente si riflette su Alleanza Giovanile e la necessità della FGCI di creare un organo ufficiale, che infatti vedrà la luce 15 giorni dopo: il 13 dicembre 1953 nasce Avanguardia, con direttore Gianni Rodari, già direttore del Pioniere.
Il Comitato Ricerca Associazione Pionieri (CRAP) ha contribuito alla ricerca e alla valorizzazione di tutti i documenti qui descritti.

## Direttori
- Jacopo Muzio e Paolo Pescetti (1947)
- Alfonso Gatto (1947)
- Gillo Pontecorvo (responsabile) e Dario Valori (1º gennaio 1948 - 12 marzo 1950)
- Ugo Pecchioli (responsabile) e Dario Valori (12 marzo 1950 - 28 novembre 1953)

## Firme storiche
- Italo Calvino
- Mario Pirani
- Gianni Rodari
- Sandro Curzi
- Renato Mieli
- Enrico Berlinguer (per il suo ruolo di segretario sia della FGCI, sia della WFDY)
- Giovanni Berlinguer (per il suo ruolo di presidente dell'Unione Internazionale Studenti)
- Marcello Venturi da Vie nuove
- Antonio Ghirelli da Vie nuove

È consultabile anche un elenco completo degli autori e disegnatori per ogni singola uscita.